# فالاسکوسو
فالاسکوسو (به ایتالیایی: Fallascoso) یک منطقهٔ مسکونی در ایتالیا است که در استان کییتی واقع شده‌است.